# Ano Internacional do Turismo Sustentável
As Nações Unidas proclamaram 2017 como o Ano Internacional do Turismo Sustentável para o Desenvolvimento, em reconhecimento ao tremendo potencial da indústria do turismo, que representa cerca de 10% da atividade econômica mundial, para contribuir para a luta contra a pobreza e fomentar a compreensão mútua. e o diálogo intercultural, que estão no centro da missão da UNESCO.
A resolução da Assembleia Geral das Nações Unidas reconhece “a importância do turismo internacional e, em particular, a designação de um ano internacional de turismo sustentável para o desenvolvimento, para promover uma melhor compreensão entre os povos em todo o mundo, levando a uma maior consciencialização sobre o rico património das diversas civilizações”.